# Holzklapper-Oper
Holzklapper-Oper oder Bangzi-Oper (chinesisch 梆子腔, Pinyin bāngziqiāng, englisch Bangzi opera / Clapper opera, auch 梆子戏,  bāngzixì) ist ein Sammelbegriff für eine Gruppe chinesischer Lokalopern, die mit der Klapper bangzi (梆子,  bāngzi) – ein Schlaginstrument aus zwei gegeneinander geschlagenen Hartholzsstücken unterschiedlicher Dicke – begleitet werden. Sie sind in verschiedenen chinesischen Provinzen beheimatet. Die Jin-Oper bzw. Shanxi-Oper (晉劇 / 晋剧,  Jìnjù) in der chinesischen Provinz Shanxi beispielsweise zählt dazu, auch die Lokaloperngenres Hebei bangzi 河北梆子 (Hebei), Yuju 豫剧 (Henan) und Qinqiang 秦腔 (Shaanxi).